# 磨砺雕塑
“磨砺”为上海市虹梅南路隧道通车纪念雕塑，位于华东师范大学闵行校区内。2016年1月，为纪念黄浦江最长的公路隧道——虹梅南路隧道建成通车，上海隧道工程有限公司将该雕塑赠予华东师范大学。

## 设计
该雕塑的材质主要是钨钢，由三个首尾相连的英文字母“C”字构成，字母来源于华东师范大学首任校长、教育家孟宪承提出的大学理想：“智慧的创获（Creativity）、品性的陶熔（Character）、民族和社会的发展（Community）”，同时表现了在虹梅南路越江隧道建设期间，建设方、施工方和华东师范大学互相合作的关系。 
底座上刻有“学问之道，钻至弥深，成功之路，进无止境”十六个大字。